# Parafia Świętego Marcina BM w Wojkowicach Kościelnych
Parafia Świętego Marcina BM w Wojkowicach Kościelnych – parafia rzymskokatolicka znajdująca się w diecezji sosnowieckiej. Proboszczem parafii jest ks. Stanisław Pala.
Parafię powołano przed 1326 rokiem, została erygowana przez biskupa Iwona Odrowąża.
W 1910 roku założono parafialny przytułek dla starców i kalek.